# 崔永喆
崔 永喆（チェ・ヨンチョル、朝鮮語: 최영철、1935年12月19日 - 2025年2月27日）は、大韓民国の政治家、ジャーナリスト。第9・10・11・12代韓国国会議員。ジャーナリスト活動時の筆名は崔英喆（ハングル表記同じ）である。

## 経歴
木浦出身。木浦儒達公立国民学校（現・木浦儒達初等学校）、木浦中学校（現在は廃校）、木浦高等学校、ソウル大学校文理科大学政治学科を経て、コロンビア大学新聞大学院修了。その後は韓国日報・民国日報・東亜日報の記者、東亜日報政治部長、政務担当無任所長官室政務調整室長などを務めた。
1973年の第9代総選挙に統一主体国民会議に選出され、維新政友会所属の国会議員となった。1988年の第13代総選挙で落選したまで、国会議員を計4期務めたほか、民主共和党スポークスマン、国会保社委員会委員長、国会副議長、木浦中・高校奨学財団理事長、民主正義党全南支部長・国策評価委員長、逓信部長官、労働部長官、大統領政治担当特別補佐役、盧泰愚政権の副総理兼統一院長官を歴任した。1993年の政界引退後、統一顧問会議顧問・統一繁栄研究院会長、木浦海洋大学校客員教授、西京大学校碩座教授・同総長を歴任した。
1987年、直選制改憲のための与野党8人による政治会談で、崔は大統領の任期について単任制を任期5年の重任制に変更すると提案したが、他の参加者全員に却下された。また、北朝鮮を絶対に信じてはならない交渉相手と見做すため、2009年のインタビューで金大中・盧武鉉の対北政策を批判した。特に金大中の6・15共同声明で北朝鮮核問題などの大量破壊兵器の解決への言及は全くないため、太陽政策に対しては否定的な態度を取っている。
2025年2月27日に死去。89歳没。